# Coccinella
Coccinella je multiplatformní klient XMPP pro Microsoft Windows, GNU/Linux (X11) a Mac OS X. Podporuje velkou řadu standardních funkcí a navíc nabízí unikátní (a s jinými klienty nekompatibilní) přenos hlasu a sdílenou kreslicí plochu (whiteboard).
Vzhled Coccinelly je do jisté míry přizpůsobitelný. Podporuje skiny (barevné motivy a obrázky na pozadí) a sady ikonek ve formátu JISP (podobně jako klient Psi). Konverzace lze uspořádat do panelů (tabů) v jednom okně.

## Vlastnosti
- Integrace telefonování.
- Uspořádání konverzací do panelů (tabů).
- Podpora konferenčních místností (s MUC protokolem).
- Podpora TLS a OpenPGP, včetně podpory SSL legacy.
- Podpora emotikonů (smajlíků), avatarů, přenosu souborů, otvírání URL či záložek.

## Síťové vlastnosti
Protože XMPP dovoluje přístup do dalších sítí, může se Coccinella také připojit do sítí Yahoo! Messenger, AIM, ICQ a MSN. Ostatní služby jsou dostupné pomocí různých serverů – například RSS a Atom kanály s novinkami, zasílání SMS zpráv do mobilních sítí a zprávy o počasí.